# Ład (tygodnik)
Ład – katolicki tygodnik społeczny wydawany przez Ośrodek Dokumentacji i Studiów Społecznych (ODiSS) w Warszawie w latach 1981–1995. Redaktorami naczelnymi byli Janusz Zabłocki (1981), Witold Olszewski (1981–1984), Jerzy Skwara (1987–1991) i Maciej Łętowski (1991–1995). Przewodniczącym Kolegium Redakcyjnego był Janusz Zabłocki, a asystentami kościelnymi ks. Ryszard Śliwiński, mianowany przez prymasa Polski, kardynała Stefana Wyszyńskiego (1981–1984) i ks. Jerzy Lewandowski, mianowany przez prymasa, kardynała Józefa Glempa. Maksymalny nakład pisma, ograniczony decyzjami administracyjnymi, wynosił 40 tysięcy egz.

## Historia
Historia „Ładu” miała dwa okresy: lata 1981–1984 i 1987–1995. Pismo powstało z inicjatywy środowiska ODiSS, które dążyło do odbudowania w Polsce katolicyzmu społecznego i ruchu chrześcijańsko-demokratycznego. Jeszcze przed Sierpniem 1980, pod patronatem koła poselskiego, zaczął być wydawany poza cenzurą, w nakładzie kilkuset egzemplarzy drukowanych na powielaczu, biuletyn informacyjny „Ład” (redaktorem odpowiedzialnym był Maciej Łętowski). Poszerzenie swobód obywatelskich po Sierpniu 1980 środowisko ODiSS wykorzystało do utworzenia Polskiego Związku Katolicko-Społecznego i przekształcenia biuletynu najpierw w dwutygodnik, a następnie tygodnik. Inicjatywa prasowa uzyskała aprobatę kierownictwa Kościoła w Polsce, prymas Wyszyński wyraził zgodę na użycie w tytule słowa „katolicki” i skierował do redakcji asystenta kościelnego.
Po wprowadzeniu stanu wojennego wydawanie „Ładu” zostało na kilka miesięcy zawieszone. Po wznowieniu działalności w redakcji tego pisma nie było weryfikacji, przeciwnie dołączyli no niej dziennikarze wyrzucani z prasy oficjalnej. „Ład”, jak inne pisma katolickie, zaznaczał w swoich publikacjach cenzorskie ingerencje i inicjował postępowanie sądowe w tych sprawach. Wykorzystywał także ustawowe zwolnienie przemówień poselskich spod cenzorskiej kontroli.
W 1984 r. władze stanu wojennego zastosowały represje wobec środowiska ODiSS, gdyż odmówiło ono poparcia dla dekretów stanu wojennego i delegalizacji „Solidarności”. Z PZKS-u usunięto jego działaczy, cofnięto koncesję na tygodnik. Władze zbagatelizowały protest w tej sprawie Episkopatu Polski. Przez następne trzy lata „Ład” był wydawany bez zgody jego twórców i bez podtytułu „tygodnik katolicki”.
W 1987 r., w ramach przygotowań do „okrągłego stołu”, władze oddały pismo środowisku, które je stworzyło. „Ład” włączył się w proces demokratycznych przemian, jego dziennikarze (Jacek Maziarski, Maciej Łętowski, Witold Gadomski) uczestniczyli w działalności Klubu Chrześcijańsko-Demokratycznego, a następnie reaktywowanego Stronnictwa Pracy.
W latach 90. nakład „Ładu” zaczął systematycznie spadać. Czołowi dziennikarze odeszli do nowych tytułów prasowych. Ostatni, 586. numer tygodnika ukazał się w grudniu 1995 r.
Redaktorzy i stali współpracownicy: Maciej Łętowski, Jan M. Ruman (zastępca redaktora naczelnego), Jadwiga Płudowska (sekretarz redakcji), Jerzy Wysocki, Szczepan Żaryn, Witold Gadomski, Adam Hlebowicz, Jan Jarco, Zdzisław Bradel, Jerzy Narbutt, Jerzy Robert Nowak, Anatol Arciuch, Andrzej Kostarczyk, Marek Hołubicki, Elżbieta Isakiewicz, Witold Krassowski, Artur Michalski, Krzysztof Czabański, Jacek Maziarski, Andrzej Chodkiewicz, Marcin Gugulski, Janusz Korwin-Mikke, Dominik Morawski, Marcin Przeciszewski, Piotr Nitecki, Marcin Wolski i Piotr Podziomek (wł. Piotr Zakrzewski).
Na łamach „Ładu” gościli m.in.: Edmund Osmańczyk, Władysław Siła-Nowicki, Wiesław Chrzanowski, Mirosław Dzielski, Dariusz Fikus, Aleksander Hall, Marek Jurek, Jacek Bartyzel, Dominik Morawski, Stefan Kurowski, Antoni Macierewicz, Jan Olszewski, Andrzej Stelmachowski, Krzysztof Skubiszewski, Andrzej Tymowski, Wiesław Walendziak, Stefan Niesiołowski.